# Kitel
O kitel ou kittel, também escrito kitl, (em iídiche:. קיטל, roupão, avental, cf. alemão Kittel 'casaco de (casa / trabalho)') é uma túnica branca que serve de mortalha para os judeus do sexo masculino. Também é usado em ocasiões especiais pelos judeus Asquenazes. Na Europa Ocidental, esta peça de vestuário é chamado de Sargenes. A palavra Sargenes está relacionada com o Serge do francês antigo, bem como o Serica latino. O termo tem principalmente caído em desuso nos tempos modernos, exceto em certos bairros, como Washington Heights, em Nova York.
O kittel, ou sargenes, é usado como uma mortalha funerária, proporcionando vestido simples, que garante igualdade para todos na morte. Devido a lei judaica determinae que os mortos sejam enterrados sem nada no caixão, que não seja roupa de linho simples, um kitel não tem bolsos.
Também é usado por homens casados no Yom Kippur e em alguns casos em Rosh Hashaná. O uso de um kittel sobre as Grandes Festas está simbolicamente ligado ao seu uso como uma mortalha e com o verso "os nossos pecados serão feitos brancos como a neve" (Isaías 1:18).
Muitos judeus também usam um kittel quando lideram o Seder da Páscoa. Em algumas comunidades, o cantor usa-o durante alguns serviços especiais durante o ano, como a primeira noite de Selichot, o sétimo dia do feriado de Sucot (também conhecido como Hoshaná Rabá), as orações de Musaf e de Shemini Atzeret e no primeiro dia da Páscoa, onde as orações pela chuva (Tefilat HaGeshem) e pelo orvalho (Tefilat HaTal) são, respectivamente, recitadas. De acordo com muitas tradições, o noivo usa um kitel em seu dia de casamento.
A cor branca é atribuída para simbolizar a pureza, o que explica em parte a sua utilização durante os casamentos. Também é sentida para significar a união com a noiva (que também se veste de branco) e o início de uma nova vida juntos. Outro motivo usado no casamento é porque não tem bolsos, mostrando que o casal vai se casar por amor, não pelo que eles possuem.